# Chieftain (Panzer)
Der Chieftain (engl. „Häuptling“, „Anführer“) war ein britischer Kampfpanzer, der in den 1950er-Jahren entwickelt und 1961 erstmals der Öffentlichkeit vorgestellt wurde. Zum Zeitpunkt seiner Einführung war der Chieftain einer der bestbewaffneten und am besten gepanzerten Panzer der Welt. Die schwere Panzerung führte jedoch zu einer eingeschränkten Beweglichkeit. Insgesamt wurden etwa 1800 Exemplare produziert. Der Panzer kam in verschiedenen bewaffneten Konflikten zum Einsatz, darunter dem Ersten und dem Zweiten Golfkrieg. Ab 1983 wurde er in der britischen Armee nur noch sekundär zum Challenger 1 eingesetzt und im folgenden Jahrzehnt durch den Challenger 2 abgelöst.

## Entwicklungsgeschichte
Die Arbeiten an einem Nachfolger für den Centurion begannen 1951 unter der Entwicklungsbezeichnung Medium Gun Tank No. 2. Nach den turbulenten Entwicklungen des Zweiten Weltkrieges bekamen die Entwickler freie Hand, neue Technologien zu erforschen und zu testen. Unmittelbar sah sich vor allem die Britische Rheinarmee in Norddeutschland zu dieser Zeit mit zahlreichen mittleren Kampfpanzern der Sowjetarmee konfrontiert: den T-34 und T-54, die von schweren Panzern wie dem IS-3 unterstützt wurden. Deswegen verfolgte die NATO eine „Qualität vor Quantität“-Strategie. Der Panzer sollte eine überlegene Bewaffnung und eine starke Panzerung besitzen; die Beweglichkeit sollte mindestens der des Centurion entsprechen, wobei der Schwerpunkt auf eine gute Beweglichkeit auf dem Gefechtsfeld und nicht auf eine hohe Maximalgeschwindigkeit gelegt wurde. Der britische Generalstab forderte gleichzeitig ein maximales Gewicht von 45 Tonnen. Alle diese Forderungen konnten zu diesem Zeitpunkt mit der zur Verfügung stehenden Technik nicht umgesetzt werden, so dass das sogenannte Concept Study Programme eingeleitet wurde, das in einem breitgestreuten Forschungsprozess die notwendigen Techniken entwickeln sollte. Die USA und Großbritannien arbeiteten bei der Entwicklung des neuen Panzers eng zusammen, da sie zu diesem Zeitpunkt als einzige NATO-Mitglieder neue Panzer entwickeln und in nennenswerter Zahl herstellen konnten.
Als Bewaffnung wurde zuerst die US-amerikanische 105-mm-Kanone T-104 in Betracht gezogen, die in einen Turm mit einem Durchmesser von 2,54 m eingebaut werden sollte. Da jedoch der Platz für diese Kanone wegen ihrer Größe und der Verwendung konventioneller Patronen-Munition nicht ausreichte und der Turm wegen der Gewichtsbeschränkung nicht noch weiter vergrößert werden konnte, ergaben sich schwerwiegende Probleme beim Umgang mit der Munition. Als Lösung für den komplizierten Umgang mit den Patronen wurde ein Ladeautomat vorgeschlagen, dieser wurde jedoch wegen der hohen Komplexität abgelehnt. Zudem hätten nur 40 Patronen im Ladeautomaten mitgeführt werden können, was als nicht ausreichend erachtet wurde. 1953 wurde auf einer Konferenz der Waffeningenieure und der Panzeringenieure sogar die Möglichkeit erwogen, eine Kanone mit flüssiger Treibladung zu verbauen. Die Flüssigtreibladung hätte einige Vorteile geboten, da der Ladeschütze nur das Geschoss, nicht aber die Treibladung hätte zu laden brauchen; weiterhin wäre eine signifikante Steigerung der Mündungsgeschwindigkeit möglich gewesen. Aufgrund zu geringer finanzieller Ressourcen und der Tatsache, dass das Depot für die Flüssigtreibladung zu viel Raum beansprucht hätte, wurde diese Idee jedoch fallengelassen. Stattdessen erwogen die Entwickler verbrennbare Beuteltreibladungen, die zwar schon lange auf Schiffen eingesetzt wurden, jedoch noch nie in einem Kampfpanzer. Die Beuteltreibladungen boten ebenfalls einige Vorteile gegenüber konventioneller Munition: das Gewicht der Metallhülsen wurde eingespart, die Rauchentwicklung der leergeschossenen Hülsen wurde unterbunden, und aufgrund der geringen Größe war die Unterbringung im Kampfraum einfacher zu bewerkstelligen. Die T-104 wurde letztendlich nicht in das Fahrzeug eingebaut, das Konzept der geteilten Munition wurde jedoch beibehalten. Die Forderung der Militärs nach einer Durchschlagsleistung von 120 mm Panzerstahl mit 60° Neigung auf eine Entfernung von etwa 1800 m erforderte die Entwicklung einer neuen 120-mm-Kanone.
Nachdem das Unternehmen Leyland Motors als Vertragspartner zur Fertigung der Fahrzeuge ausgewählt worden war, wurde die Bezeichnung in FV4201 geändert. Um innerhalb der Gewichtsgrenzen zu bleiben und gleichzeitig eine ausreichende Bodenfreiheit zu gewährleisten, musste die Wanne des Fahrzeugs sehr flach gestaltet werden, so dass der Fahrer in einer liegenden Position Platz nehmen musste. Die Federung musste ebenfalls angepasst werden, da eine herkömmliche Federung mit Torsionsstäben nicht in die flache Wanne eingebaut werden konnte. Die ersten drei Prototypen wurden 1956 hergestellt, um die Realisierbarkeit der liegenden Position des Fahrers zu testen. Diese ersten Prototypen basierten im Wesentlichen auf Komponenten des Centurion. Nach dem erfolgreichen Abschluss dieser Tests geriet die Entwicklung für kurze Zeit ins Stocken, da Großbritannien und die USA versuchten, möglichst viele Teile ihrer jeweiligen Panzer zu standardisieren und somit austauschbar zu machen. Beide Parteien konnten sich bei der Waffenanlage nicht auf ein gemeinsames Konzept einigen. Die Briten beharrten auf einer 120-mm-Zugrohrkanone, während die Amerikaner auf einer 90-mm- oder 105-mm-Glattrohrkanone bestanden. Letztlich wurde keine Einigung erzielt, so dass in beiden Staaten eigene Konzepte weiterverfolgt wurden.
Im November 1957 kam es zu einer weiteren Verzögerung des Projekts, als der Höhenrichtbereich der Primärwaffe von vormals −7,5° bis +15° auf −10° bis +20° erhöht werden sollte. Dies erforderte eine Vergrößerung des Turms, was einen Anstieg des Gewichts mit sich brachte. Gleichzeitig forderte die Armee, dass der Panzerschutz an der Turm- und Wannenfront verbessert werden sollte, da Erfahrungen aus dem Koreakrieg gezeigt hatten, dass Splitter von Artilleriegeschossen zwar nicht die Panzerung durchschlagen konnten, aber teilweise die Schweißnähte aufrissen.
Ende 1957 wurde vom Standardisierungskomitee der NATO beschlossen, dass sämtliche Gefechtsfahrzeuge mit Mehrstoffmotoren ausgestattet werden sollten. Dies warf das Projekt abermals zurück, da ein neuer Motor gefunden werden musste, der mit verschiedenen Treibstoffen betrieben werden konnte. Die Wahl fiel auf einen Gegenkolbenmotor von Junkers Jumo, der im Zweiten Weltkrieg in Flugzeugen genutzt worden war. Um den als L60 bezeichneten Motor nutzen zu können, musste jedoch der Triebwerksraum vergrößert werden. Gleichzeitig stieg das Gesamtgewicht des Fahrzeugs um eine weitere Tonne an und näherte sich der 50-Tonnen-Marke.
Im August 1958 wurden die ersten Fertigungsaufträge an verschiedene Firmen vergeben, um die ersten vollständigen Prototypen herzustellen. Leyland Motors fertigte die Wannen und Laufwerke, Vickers-Armstrong war für die Fertigung der Türme und den Einbau der Waffenanlagen verantwortlich, und Self-Changing Gears Limited fertigte das halbautomatische Getriebe und den Getriebeblock. Insgesamt wurden 14 Prototypen mit den Bezeichnungen P1 bis P6 und W1 bis W6 hergestellt. Zwei namenlose Exemplare wurden der neugegründeten Bundeswehr für Testzwecke überlassen, gleichzeitig erhielt die britische Armee zwei Prototypen des Leopard 1.
Die ersten Fahrversuche der Prototypen P1 und P2 begannen im ersten Quartal 1960. Hierbei zeigten sich schwerwiegende Probleme beim Motor und Getriebe. So dauerte das Umrüsten des Motors auf eine andere Treibstoffsorte zu lange, die Kurbelwellen verschlissen zu schnell, und das Getriebe neigte zur Überhitzung. Einige dieser Probleme konnten durch eine Leistungsdrosselung des Motors und andere Maßnahmen behoben werden, jedoch stieg das Gesamtgewicht auf 50 Tonnen an. Die Federung, die für nur 45 Tonnen ausgelegt war, musste daraufhin ebenfalls überholt werden. Insgesamt verliefen die Versuche wegen dieser Probleme sehr schleppend.
Die Versuche mit der Waffenanlage, die als L11 bezeichnet wurde, begannen mit dem Prototyp W3 im April 1961. Trotz einiger Defekte an der Waffenanlage verliefen die Tests sehr erfolgreich. Nachdem auch auf den Prototypen P3 und P4 die Nachtsichtausrüstung erfolgreich getestet worden war, wurden zwei Fahrzeuge für Truppenerprobungen nach Deutschland geschickt. Diese zeigten noch einige Schwächen des Panzers auf – so war die Geländegängigkeit wegen der niedrigen Bodenfreiheit nur sehr unbefriedigend. Daher wurden die Laufrollen ausgetauscht und Änderungen an der Federung vorgenommen, so dass die Bodenfreiheit um 12,7 cm vergrößert werden konnte. Zudem wurden Motor und Getriebe weiter überarbeitet, um die Beweglichkeit und Zuverlässigkeit zu verbessern. Der Chieftain wurde am 1. Mai 1963 für die Serienfertigung angenommen, die kurz darauf anlief.
Nach der Einführung des Chieftain Mark 5 wurden ältere Modelle durch das sogenannte Totem Pole Conversion Programme auf den technischen Stand des Mark 5 gebracht. Das Programm unterteilte sich in drei Bereiche: Bereich X betraf hauptsächlich das Feuerleitsystem, während die Bereiche Y und Z Beweglichkeitsaspekte betrafen.

## Allgemeine Beschreibung

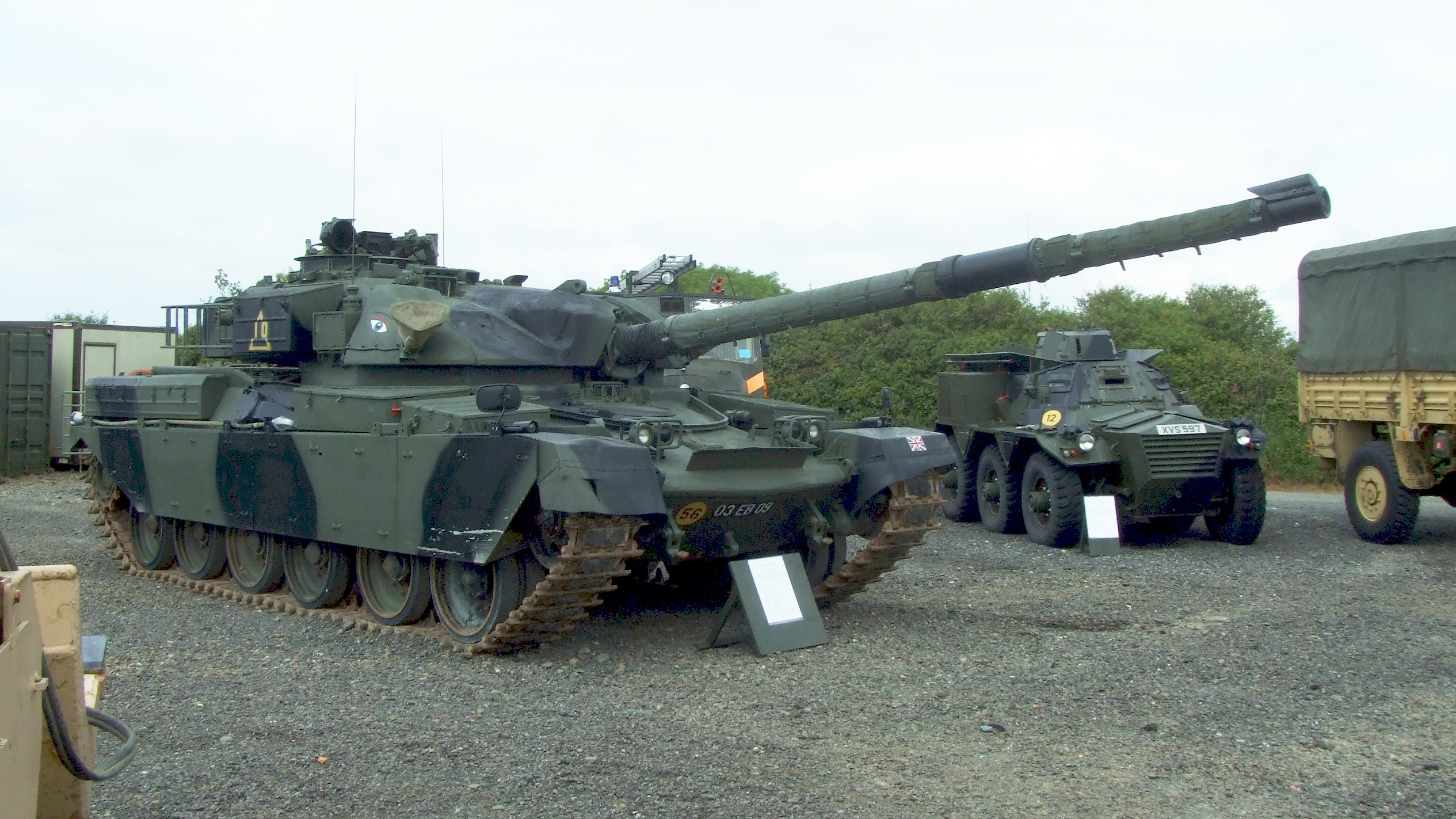
Chieftain Mk.X

Der Chieftain ist ein Panzer der zweiten Nachkriegsgeneration. Er war für das Bekämpfen feindlicher Kampfpanzer ausgelegt. Bis zu seiner Ablösung durch den Challenger 1 war er das Hauptwaffensystem der British Army. Der Panzer verfügt über eine 120-mm-Zugrohrkanone als Hauptbewaffnung und drei Maschinengewehre unterschiedlichen Typs als Sekundärbewaffnung. Erste Modelle verfügten nur über eine sehr einfache Feuerleitanlage, die später aber durch ein moderneres Modell ersetzt wurde. Wie die meisten Panzer des Kalten Krieges verfügt der Chieftain über eine ABC-Schutzbelüftungsanlage, um den Einsatz in kontaminierten Gebieten sicherzustellen. Der Panzer ist in der Lage, bis zu 1 m tiefe Gewässer zu durchwaten; mit Hilfe eines aufgesetzten Tiefwatturms können auch tiefere Gewässer durchquert werden, jedoch gehört die Tiefwatausstattung nicht zur Standardausrüstung des Panzers.

## Besatzung
Die Besatzung des Chieftain besteht aus vier Soldaten: dem Fahrer, dem Richtschützen, dem Ladeschützen/Funker und dem Kommandanten. Der Fahrer sitzt vorne mittig in der Wanne des Panzers. Bei geöffneter Fahrerluke sitzt er aufrecht in der Wanne, bei geschlossener Luke befindet er sich aufgrund der niedrigen Wannenhöhe in einer halb liegenden Position. Im Notfall kann der Fahrer über seinen Sitz nach hinten in den Kampfraum gelangen.
Der Kommandant sitzt im rechten Teil des Turms neben der Waffenanlage. Er führt den Panzer und beobachtet durch seine Optiken das Gefechtsfeld, um dem Richtschützen Ziele zuweisen zu können. Der Richtschütze sitzt vor dem Kommandanten und beobachtet ebenfalls durch seine Optiken das Gefechtsfeld. Im Gefecht ist er für das Zielen und Abfeuern der 120-mm-Hauptwaffe verantwortlich. Der Ladeschütze oder Funker sitzt auf der linken Seite des Turms. Er lädt die Hauptwaffe und feuert das Einschieß-MG sowie das achsparallele Maschinengewehr ab. Gleichzeitig führt er auf Anweisung des Kommandanten den Funkverkehr.
Der Besatzung stehen zur Selbstverteidigung vier Sterling-Maschinenpistolen, eine Signalpistole und verschiedene Handgranaten zur Verfügung.

## Technik

### Bewaffnung und Munition
Die Bewaffnung des Chieftain besteht aus einer 120-mm-Zugrohrkanone mit der Bezeichnung L11, einem achsparallelen Maschinengewehr im Kaliber 7,62 mm mit der Bezeichnung L8A1, einem weiteren Maschinengewehr im Kaliber 7,62 mm mit der Bezeichnung L37A1 an der Kommandantenluke und einem schweren Einschieß-MG-L21A1 im Kaliber .50, das ebenfalls achsparallel zur Hauptwaffe angebracht ist.
Die Hauptwaffe ist mit einem Rauchabsauger, der das Eindringen von Pulverdämpfen in den Kampfraum verhindern soll, und einer Wärmeschutzhülle, die ungleichmäßige Abkühlung durch Wind oder Regen bei heißgeschossenem Rohr verhindern soll, ausgestattet. Die Waffenanlage ist sowohl horizontal als auch vertikal stabilisiert. Der Richtbereich der Hauptwaffe beträgt 360° in der Horizontalen und −10° bis +20° in der Vertikalen. Das Schwenken des Turms um 360° dauert etwa 13 Sekunden. Das Richten der Waffenanlage und das Schwenken des Turms erfolgt über einen elektrischen Antrieb, im Notfall aber auch manuell. Neuere Versionen der Waffe verfügen über einen Kollimatorspiegel an der Rohrmündung, mit dem der Richtschütze seine Zieloptik justieren kann.
Die Waffe verschießt geteilte Munition, das heißt Geschoss und Treibladung werden nacheinander geladen. Versuche während der Entwicklungsphase hatten gezeigt, dass die Feuergeschwindigkeit durch dieses Konzept nicht wesentlich beeinträchtigt wurde. Der Nachteil war jedoch die Gefahr einer Entzündung der Treibladungen bei einem Treffer. Um diese Gefährdung zu verringern, wurden die Treibladungen und sämtliche Geschosse, die Sprengstoff enthalten, unterhalb des Turms in der Wanne gelagert, wo sie weniger der Gefahr durch Treffer ausgesetzt waren. Die Treibladungen werden durch eine Anzündladung im Boden der Treibladung gezündet, die wiederum durch patronenförmige Anzünder im Verschlussblock gezündet werden. Die Hauptwaffe kann verschiedene Munitionssorten verschießen: APDS-Geschosse, Quetschkopf-Geschosse, Rauchgeschosse, Leuchtgeschosse und Anti-Infanterie-Munition, die aus vielen kleinen Metallkugeln besteht und dem Prinzip einer Schrotpatrone gleicht.
Zur Ermittlung der Entfernung zum Ziel wurde ein Einschieß-MG im Kaliber .50 verwendet. Es handelte sich dabei um eine modifizierte Version des Browning M2. An der Turmfront ist jeweils links und rechts der Hauptwaffe eine Nebelmittelwurfanlage mit sechs Rohren angebracht, um eine Nebelwand zur Tarnung erzeugen zu können.

### Panzerung
Da der Chieftain im Falle eines bewaffneten Konflikts in Mitteleuropa aller Wahrscheinlichkeit nach in der Verteidigung gegen eine Überzahl feindlicher Kampfpanzer gekämpft hätte, wurde bei der Entwicklung großer Wert auf eine starke Panzerung und somit eine hohe Überlebensfähigkeit gelegt. Die Wanne des Panzers ist aus gewalzten Panzerstahlelementen gefertigt, die nachträglich zusammengeschweißt wurden. Der Turm besteht aus Gussstahl.
Die Panzerung weist folgende Stärken auf (Panzerstahläquivalent/RHA):
| Bauteil              | Turmfront | Wannenfront oben | Wannenfront unten |
| -------------------- | --------- | ---------------- | ----------------- |
| gegen KE-Geschosse   | 360 mm    | 350 mm           | 320 mm            |
| gegen HEAT-Geschosse | 400 mm    | 360 mm           | 330 mm            |

### Antrieb und Laufwerk

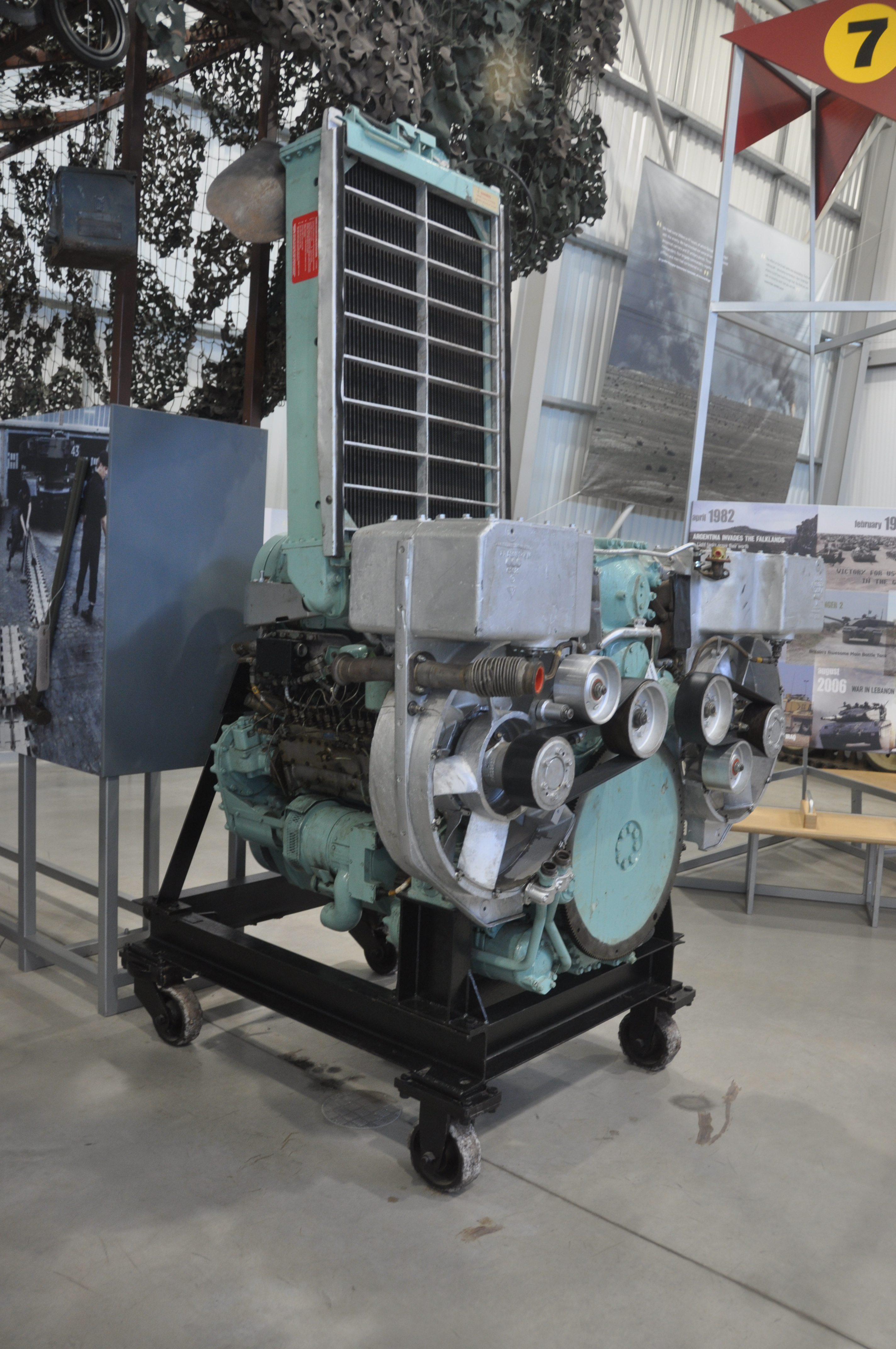
Leyland L60 6-Zylinder-Motor

Der Chieftain wird durch einen Zweitakt-Gegenkolben-Dieselmotor mit sechs Zylindern angetrieben. Die Leistung betrug in den ersten Modellen 585 PS und wurde später bis auf 750 PS gesteigert. Der Motor ist prinzipiell für mehrere Kraftstoffe geeignet, wurde jedoch ausschließlich mit Diesel betrieben. Der Motor befindet sich zusammen mit dem Getriebeblock und dem Kühler im Heck der Wanne. Das Planetengetriebe verfügt über sechs Vorwärts- und zwei Rückwärtsgänge.
Als Laufwerk wurde ein Horstmann-Laufwerk gewählt, da es wenig Platz in Anspruch nimmt und in die flache Wanne eingebaut werden konnte. Das Laufwerk besteht aus drei Rollenwagen an jeder Seite der Wanne, an denen jeweils zwei Laufrollen befestigt sind. An der ersten Laufrolle auf jeder Seite sind zusätzlich hydraulische Stoßdämpfer befestigt. Die Kette besteht aus 96 Kettengliedern, in denen austauschbare Kettenpolster aus Gummi befestigt werden.
Um die Stromversorgung der elektrischen Systeme auch bei ausgeschaltetem Motor sicherzustellen, wurde ein Dreizylinder-Hilfstriebwerk in den Triebwerksraum eingebaut. Bei diesem handelt es sich ebenfalls um einen Zweitakt-Gegenkolbenmotor, der 23 PS leistet.

### Optik und Sensoren
Dem Kommandanten stehen insgesamt neun Winkelspiegel zur Verfügung, die in seiner um 360° drehbaren Kuppel untergebracht sind. Weiterhin kann er über eine optische Verbindung auf das Hauptzielfernrohr des Richtschützen zugreifen. Ihm stehen dadurch alle Möglichkeiten der Feuerleitanlage für Bordkanone und Turm-MG zur Verfügung. Bei Nacht kann ein Nachtsichtaufsatz auf die Optik aufgesetzt werden. Der Kommandant kann den Richtschützen in beiden Achsen übersteuern.
Dem Richtschützen steht die Primäroptik mit einem Tagsichtkanal mit einfacher und achtfacher Vergrößerung zur Verfügung. Bei Nacht kann er ebenfalls einen Infrarot-Nachtsichtaufsatz benutzen. Zusätzlich verfügt er über eine Notoptik, die in einer kleinen Öffnung an der Turmfront montiert ist. Der Fahrer verfügt über eine einzelne Weitwinkeloptik, die nachts gegen ein IR-Sichtgerät ausgetauscht werden kann.
Auf dem Turmdach befindet sich ein IR-Detektor, der 360° abdeckt und dem Kommandanten anzeigt, sobald der Panzer von einer IR-Lichtquelle erfasst wird. An der linken Turmseite befindet sich ein Scheinwerfer mit einer Leistung von 2 kW, der zur Zielbeleuchtung verwendet wird. Der Scheinwerfer verfügt über einen zuschaltbaren IR-Filter.
324 Chieftains späterer Produktionslose wurden nachträglich mit einem Thermalsichtgerät ausgestattet.

### Feuerleitsystem
Die ersten Modelle des Chieftain nutzten zur Entfernungsermittlung ein Einschieß-MG. Dieses feuerte Drei-Schuss-Feuerstöße ab, mit denen die notwendige Rohrerhöhung bestimmt wurde, um ein Ziel mit der Hauptwaffe zu treffen. Da die Reichweite des MGs jedoch auf etwa 1400 m beschränkt war, konnten Ziele außerhalb dieser Distanz nur mit geringem Erfolg bekämpft werden, obwohl die effektive Reichweite der Hauptwaffe über dieser Distanz lag. Später wurde ein Laserentfernungsmesser nachgerüstet, der für Distanzen von 500 bis 10.000 m mit einer Genauigkeit von ±10 m genutzt werden konnte. Zusammen mit dem Laser wurde das sogenannte Improved Fire Control System (IFCS) eingebaut, das verschiedene Sensoren und einen Feuerleitrechner beinhaltete. Die Sensoren maßen für die Feuerleitung relevante Werte wie Temperatur, Luftdruck, Temperatur des Rohres und ähnliches und lieferten diese Werte an den Rechner. Mit Hilfe dieses Systems konnten Ziele auf größere Entfernung und mit höherer Genauigkeit bekämpft werden.

### Technische Daten
| Bezeichnung                    | Chieftain Main Battle Tank Mk. 5                                                                 |
| ------------------------------ | ------------------------------------------------------------------------------------------------ |
| Typ:                           | Kampfpanzer                                                                                      |
| Besatzung:                     | 4                                                                                                |
| Motor:                         | Leyland L60, 6-Zylinder-2-Takt-Gegenkolbenmotor                                                  |
| Leistung:                      | 750 PS bei 2100/min                                                                              |
| Getriebe:                      | David Brown Engineering TN-12                                                                    |
| Fahrwerk:                      | Stützrollenlaufwerk mit Horstmann-Federung                                                       |
| Länge über alles:              | 10.795 mm                                                                                        |
| Breite über alles:             | 3657 mm                                                                                          |
| Höhe über alles:               | 2895 mm                                                                                          |
| Bodenfreiheit:                 | 508 mm                                                                                           |
| Watfähigkeit:                  | 1066 mm                                                                                          |
| Grabenüberschreitfähigkeit:    | 3149 mm                                                                                          |
| Kletterfähigkeit:              | 914 mm                                                                                           |
| Steigfähigkeit:                | 60 %                                                                                             |
| Querneigung:                   | 40 %                                                                                             |
| Gefechtsgewicht:               | 55.000 kg                                                                                        |
| Höchstgeschwindigkeit Straße:  | 48 km/h                                                                                          |
| Höchstgeschwindigkeit Gelände: | 32 km/h                                                                                          |
| Kraftstoffmenge:               | 950 Liter                                                                                        |
| Fahrbereich:                   | 500 km (Straße), 300 km (Gelände)                                                                |
| Bewaffnung:                    | 120-mm-Kanone L11, 2 × 7,62-mm-Maschinengewehre, 1 × 12,7-mm-Einschieß-MG                        |
| Munition:                      | 64 Schuss für die Hauptwaffe, 6000 Patronen für die 7,62-mm-MGs, 300 Patronen für das 12,7-mm-MG |

## Nutzerstaaten
Daten aus
- Iran – 707 (lokale Bezeichnung Shir und Khalid)
- Jordanien – 274 (lokale Bezeichnung Khalid)
- Kuwait – 143
- Oman – 27
- Vereinigtes Königreich – 850